# Teoria bissexual
Teoria bissexual é um campo da teoria crítica, inspirada na teoria queer e nas políticas bissexuais, que fundamenta a bissexualidade a partir de uma perspectiva teórica e epistemológica. A teoria bissexual ganha força na década de 1990, em resposta ao vasto e emergente campo da teoria queer, ou dos estudos queer, que se utiliza de aproximações pós-estruturalistas e busca reparar a tendência da teoria queer ao apagamento bissexual.